# Paralemnalia
Paralemnalia is een geslacht van neteldieren uit de klasse van de Anthozoa (bloemdieren).

## Soorten
- Paralemnalia clavata Verseveldt, 1969
- Paralemnalia digitiformis Macfadyen, 1936
- Paralemnalia eburnea Kükenthal, 1913
- Paralemnalia flabella (Quoy & Gaimard, 1833)
- Paralemnalia thyrsoides (Ehrenberg, 1834)